# Lijst van voetbalinterlands Irak - Trinidad en Tobago
Deze lijst van voetbalinterlands is een overzicht van alle officiële voetbalwedstrijden tussen de nationale teams van Irak en Trinidad en Tobago. De landen hebben tot op heden een keer tegen elkaar gespeeld. Dat was een vriendschappelijke wedstrijd op 23 mei 2004 in West Bromwich (Verenigd Koninkrijk).

## Wedstrijden
| № | Plaats        | Datum       | Competitie        | Wedstrijd                 | Uitslag |
| - | ------------- | ----------- | ----------------- | ------------------------- | ------- |
| 1 | West Bromwich | 23 mei 2004 | Vriendschappelijk | Trinidad en Tobago − Irak | 2 − 0   |

## Samenvatting
| Competitie        | Totaal gespeeld | Winst Irak | Gelijk | Winst Trinidad en T. | Doelsaldo Irak – Trinidad en T. |
| ----------------- | --------------- | ---------- | ------ | -------------------- | ------------------------------- |
| Vriendschappelijk | 1               | 0          | 0      | 1                    | 0 − 2                           |
| Totaal            | 1               | 0          | 0      | 1                    | 0 − 2                           |

## Details

### Eerste ontmoeting
| Vriendschappelijk (West Bromwich, Engeland, 23 mei 2004): |              | |
| Trinidad en Tobago | 2 – 0        | Irak |
| Stern John 30' Stern John 66' | goals        | |
| Ron La Forest | bondscoach   | Bernd Stange |
| Clayton Ince Ian Cox Carlos Edwards Brent Sancho Marvin Andrews Stokely Mason 74' Angus Eve 86' Kerwyn Jemmot 61' Arnold Dwarika Stern John Jerren Nixon 61' | opstellingen | Saad Nassir Jamil Mahdi Karim Ajil Emad Aoda Mahoder Haidar Obaid Jassim Bassim Abbas Kati Qusai Munir Aboudi 70' Qusai Hashim Salah 78' Haitham Khadim Tahir Jassim Swadi Fayadh Ahmed Manajid Abbas 46' Hussam Fawzi Naji |
| Andre Boucaud 61' Kenwyne Jones 61' Dennis Lawrence 74' Marlon Rojas 86'                                                                                     | wissels      | 46' 78' Ali Jawad 70' Salih Sadir 78' Hassan Turki Attiya 78' Razzaq Farhan Musa |
| | gele kaarten | |
| Stern John 68' | rode kaarten | |

IFA · A-internationals · Statistieken · Iraaks vrouwenelftal · Irak U21 · Irak U20 · Irak U19 · Irak U18 · Irak U17
1950 – 1969 ·
1970 – 1979 ·
1980 – 1989 ·
1990 – 1999 ·
2000 – 2009 ·
2010 – 2019 ·
2020 − 2029
Afghanistan ·
Algerije ·
Argentinië ·
Australië ·
Azerbeidzjan ·
Bahrein ·
België ·
Bolivia ·
Botswana ·
Brazilië ·
Cambodja ·
Chili ·
China ·
Colombia ·
Congo-Kinshasa ·
Cyprus ·
DDR ·
Ecuador ·
Egypte ·
Estland ·
Filipijnen ·
Finland ·
Ghana ·
Guinee ·
Hongkong ·
India ·
Indonesië ·
Iran ·
Japan ·
Jemen ·
Jordanië ·
Kazachstan ·
Kenia ·
Kirgizië ·
Koeweit ·
Libanon ·
Liberia ·
Libië ·
Macau ·
Maleisië ·
Marokko ·
Mauritanië ·
Mexico ·
Myanmar ·
Nepal ·
Nieuw-Zeeland ·
Noord-Korea ·
Oeganda ·
Oezbekistan ·
Oman ·
Pakistan ·
Palestina ·
Paraguay ·
Peru ·
Polen ·
Qatar ·
Roemenië ·
Rusland ·
Saoedi-Arabië · 
Sierra Leone · 
Singapore ·
Soedan ·
Spanje · 
Sri Lanka ·
Syrië · 
Tadzjikistan · 
Taiwan · 
Thailand · 
Trinidad en Tobago ·
Tunesië ·
Turkije ·
Turkmenistan ·
Uruguay ·
Verenigde Arabische Emiraten ·
Vietnam ·
Zambia ·
Zuid-Afrika ·
Zuid-Jemen ·
Zuid-Korea
TTFF · A-internationals · Bondscoaches · Selecties · Statistieken · Olympisch elftal · Vrouwenelftal van Trinidad en Tobago · Trinidad U21 · Trinidad U19 · Trinidad U17
Gold Cup 1991 · 
Gold Cup 1993 · 
Gold Cup 1996 · 
Gold Cup 1998 · 
Gold Cup 2000 · 
Gold Cup 2002 · 
Gold Cup 2005 · 
Gold Cup 2007 · 
Gold Cup 2009 · 
Gold Cup 2011 · 
Gold Cup 2013
WK 2006
1934 · 
1935 · 
1936 · 
1937 · 
1938 · 
1939 · 
1940 · 
1941 · 
1942 · 
1943 · 
1944 · 
1945 · 
1946 · 
1947 · 
1948 · 
1949 · 
1950 · 
1951 · 
1952 · 
1953 · 
1954 · 
1955 · 
1956 · 
1957 · 
1958 · 
1959 · 
1960 · 
1961 · 
1962 · 
1963 · 
1964 · 
1965 · 
1966 · 
1967 · 
1968 · 
1969 · 
1970 · 
1971 · 
1972 · 
1973 · 
1974 · 
1975 · 
1976 · 
1977 · 
1978 · 
1979 · 
1980 · 
1981 · 
1982 · 
1983 · 
1984 · 
1985 · 
1986 · 
1987 · 
1988 · 
1989 · 
1990 · 
1991 · 
1992 · 
1993 · 
1994 · 
1995 · 
1996 · 
1997 · 
1998 · 
1999 · 
2000 · 
2001 · 
2002 · 
2003 · 
2004 · 
2005 · 
2006 · 
2007 · 
2008 · 
2009 · 
2010 · 
2011 · 
2012 · 
2013 · 
2014 ·
2015 ·
2016 ·
2017 ·
2018 ·
2019 ·
2020 ·
2021 ·
2022
Anguilla · 
Antigua en Barbuda ·
Argentinië ·
Azerbeidzjan · 
Bahama's ·
Bahrein · 
Barbados · 
Belize · 
Bermuda · 
Bolivia ·
Botswana · 
Britse Maagdeneilanden · 
Canada · 
Chili · 
China · 
Colombia · 
Costa Rica · 
Cuba · 
Curaçao · 
Dominicaanse Republiek ·
Ecuador ·
Egypte ·
El Salvador ·
Engeland ·
Estland ·
Finland ·
Grenada ·
Guatemala ·
Guyana ·
Haïti ·
Honduras ·
Ierland ·
IJsland ·
India ·
Irak ·
Iran ·
Jamaica ·
Japan ·
Jordanië ·
Kaaimaneilanden · 
Kenia · 
Koeweit ·
Marokko ·
Mexico ·
Montserrat ·
Nederlandse Antillen ·
Nicaragua ·
Nieuw-Zeeland ·
Noord-Ierland ·
Noorwegen · 
Oostenrijk · 
Panama ·
Paraguay ·
Peru ·
Puerto Rico ·
Roemenië ·
Saint Kitts en Nevis ·
Saint Lucia ·
Saint Vincent en de Grenadines ·
Saoedi-Arabië · 
Schotland ·
Slovenië ·
Suriname ·
Tadzjikistan ·
Taiwan ·
Thailand ·
Tsjechië · 
Uruguay · 
Venezuela · 
Verenigde Arabische Emiraten ·
Verenigde Staten ·
Wales · 
Zuid-Afrika ·
Zuid-Korea ·
Zweden
Engeland (2006) · 
Paraguay (2006) · 
Zweden (2006)